# Elephant Walk
Elephant Walk is een Amerikaanse film uit 1954 van William Dieterle met in de hoofdrollen
Elizabeth Taylor, Dana Andrews en Peter Finch.
Het verhaal van de film, over de driehoeksverhouding tussen een jonge vrouw en twee mannen op een Britse plantage in Ceylon, was gebaseerd op de gelijknamige roman van Robert Standish, een pseudoniem van de Britse schrijver Digby George Gerahty (1898-1981).
De film had een budget van drie miljoen dollar en was een de duurste films die Paramount Pictures tot dan toe had gemaakt. Hoewel Elephant Walk inmiddels vrijwel vergeten is, was het in 1954 een succesvolle film in de bioscopen.

## Verhaal
De voormalige boekverkoopster Ruth gaat trouwen met John Wiley, een man die ze pas twee weken kent. Maar Wiley is, als de eigenaar van de theeplantage Elephant Walk op het eiland Ceylon, een aantrekkelijke partij. Haar nieuwe huis is een prachtige bungalow die echter een nadeel heeft, hij is gebouwd over het pad dat de olifanten gebruiken om naar de rivier te gaan. Een muur moet de dieren tegenhouden. Tot Ruths verbazing blijkt haar man de olifanten te haten, speciaal een bepaald mannetje. Er wordt een feestje in Elephant Walk gehouden, waarbij Ruth de enige vrouw is tussen een aantal Britten en de Amerikaanse opzichter van Elephant Walk, Dick Carver. Tijdens een partijtje polo op motorfietsen breekt John zijn been en moet het bed houden. Ruth voelt zich steeds onbehaaglijker op de plantage, vooral omdat John zich nogal koel gedraagt. Hij maakt zich zorgen over het uitblijven van de moessonregens. De olifanten die geen drinkwater kunnen vinden, dringen daardoor steeds meer op naar de rivier. Wanhopig zoekt Ruth steun bij Dick Carver. Tijdens een tochtje te paard klaagt Ruth dat John nog altijd leeft onder de schaduw van zijn overleden vader. Dick reageert begrijpend en niet veel later kust hij haar. Maar Ruth schrikt en zegt dat ze nog altijd van John houdt. Terug op de plantage krijgen Ruth en John een enorme ruzie over de invloed van de vader van John. De laatste slaat haar en ze vlucht weg naar Dick. Ruth wil met hem naar Parijs, maar voor ze weg kunnen gaan, breekt er cholera uit op de plantage. Niemand mag Elephant Walk verlaten en Ruth, John en Dick proberen de zieken zo veel mogelijk te helpen. Vooral John zet zich in en Ruth begint te twijfelen om ze hem wel kan verlaten. Dan geeft John orders om de hutten van de arbeiders in brand te steken om te voorkomen dat de cholera zich kan uitbreiden. De getergde en dorstige olifanten schrikken van het vuur en slaan op hol. Aangezien de arbeiders ziek of dood zijn, worden de angstige dieren niet tegengehouden en doorbreken ze de muur. Het huis wordt bestormd en terwijl de olifanten dwars door de muren gaan, ontstaat er brand als er lampen omver gaan. Ruth zit vast in de brandende bungalow maar wordt gered door John. Terwijl ze toezien hoe Elephant Walk een prooi wordt van de vlammen, beloven Ruth en John elkaar weer trouw.

## Rolverdeling
| Acteur           | Personage   |
| ---------------- | ----------- |
| Elizabeth Taylor | Ruth Wiley  |
| Dana Andrews     | Dick Carver |
| Peter Finch      | John WIley  |
| Abraham Sofaer   | Appuhamy    |
| Abner Biberman   | dr. Pereira |

## Achtergrond

### Pre-productie
In oktober 1951 verwierf Dougfair Productions, een productiemaatschappij van acteur en regisseur Douglas Fairbanks jr. en Alexander MacDonald de rechten op de roman Elephant Walk. De bedoeling was dat Fairbanks samen met Deborah Kerr het echtpaar Wiley ging spelen. In juni 1952 staakte Fairbanks het project en droeg de rechten over aan Paramount Pictures. Paramount liet producer Irving Asher het project in handen nemen. Asher was tijdens de Tweede Wereldoorlog gestationeerd geweest op Sri Lanka (Ceylon) en kende het eiland goed. Aanvankelijk werkte Asher nog samen met Fairbanks die goede contacten had met de autoriteiten in Groot-Brittannië en India. Later trok Fairbanks zich steeds meer terug. In januari 1953, een maand voor de opnames begonnen, werd Dana Andrews gecontracteerd en begon de productie officieel.

### Acteurs
Aanvankelijk was het echtpaar Laurence Olivier en Vivien Leigh aangetrokken voor de rollen van John en Ruth Wiley. Olivier kon zich echter niet vrijmaken omdat hij al een contract had voor The Beggar's Opera (1953). Dat was althans de officiële reden. In werkelijkheid zag Olivier niets in het scenario. Hij adviseerde ook zijn vrouw om van de rol af te zien. Leigh kon nog terug want de producenten overwogen ook om Jean Simmons, Olivia de Havilland of Katharine Hepburn voor de rol te vragen. Maar Vivien Leigh wilde echter dolgraag de rol van Ruth spelen, waarop Olivier zijn beschermeling Peter Finch naar voren schoof voor de rol van Wiley.
Tijdens de opnames begon Leigh een stormachtige verhouding met Finch. Dit gaf gelijk al problemen tijdens de opnames, maar het ergste moest nog komen. Vivian Leigh kreeg in toenemende mate last van psychische problemen, vermoedelijk een bipolaire stoornis, waarbij manische periodes werden afgewisseld met zware depressies. Ze begon te hallucineren, noemde Peter Finch, Larry (de roepnaam van haar man, Laurence Olivier) en was zich soms totaal niet bewust waar ze was. Tijdens de opnames had ze moeite met haar tekst en verwisselde soms teksten van haar vorige rol (Blanche Dubois in A Streetcar Named Desire) met die van Elephant Walk. Producent Irving Asher werd zo wanhopig dat hij Laurence Olivier liet overvliegen. Olivier probeerde met Leigh te praten maar het was tevergeefs. Asher en regisseur Dieterle ploeterden nog zo'n drie weken door, totdat besloten werd om Leigh terug te vliegen naar de Verenigde Staten. Tijdens de vlucht kreeg ze een hevige aanval en wilde met alle macht de vliegtuigdeur openen. De bemanning moest haar verdoven. Eenmaal in de Verenigde Staten was het de bedoeling dat ze eerst zou herstellen van wat een 'zenuwinzinking' werd genoemd, maar eigenlijk wist iedereen al dat ze vervangen zou worden. Paramount had al te veel geld verloren. De jonge Elizabeth Taylor nam haar rol over. In sommige zogenaamde long shots, waar de acteurs op grotere afstand zijn te zien, is soms Vivien Leigh echter nog te zien. Overigens was Taylor niet de eerste keus.
Ook Jean Simmons en Claire Bloom werden overwogen. Taylor stond ook niet onder contract bij Paramount, maar bij MGM. Paramount betaalde MGM uiteindelijk 150.000 dollar om Taylor te kunnen inhuren. Overigens was dit een bittere pil voor producent Asher die Elizabeth Taylor de rol van Ruth Wiley had aangeboden voordat Vivien Leigh in beeld kwam. Taylor had toen nee gezegd omdat ze zwanger was.

### Productie
Het budget voor de film bedroeg uiteindelijk bijna 3 miljoen dollar. De opnamen vonden op locatie plaats tussen februari en mei 1953 op Sri Lanka (toen nog Ceylon geheten). Aanvullende opnames werden gemaakt op de Iverson Ranch, Chatsworth, bij Los Angeles. De meeste acteurs waren Brits, maar de productiemaatschappij en crew waren Amerikaans. De opnames begonnen op Sri Lanka, maar liepen vast toen ster Vivien Leigh halverwege maart moest worden vervangen. Elizabeth Taylor nam haar plaats in. Het was een grote kostenpost voor Paramount, zeker omdat regisseur William Dieterle de meeste scènes met Leigh twee keer opnam omdat de actrice last had van wisselende stemmingen. Om niet al het geschoten filmmateriaal weg te hoeven gooien, zocht Paramount naar een actrice die net zo groot was als Leigh. Dat ging op voor Taylor, al was de laatste iets voller dan Leigh. Om die reden moesten alle kostuums voor het personage van Ruth opnieuw gemaakt worden, terwijl Taylor een pruik droeg.
De close-ups van Leigh konden echter de prullenbak in, gezien het feit dat Taylor zeker twintig jaar jonger was dan Leigh. Taylor was een enorme fan van Vivien Leigh en vond het moeilijk om een personage over te nemen van haar heldin. De rest van de opnames verliepen zonder veel problemen. Naast de acteurs waren er ook dieren. De olifanten die werden gebruikt waren gehuurd van het Cole Brothers Circus uit Chicago. De vrouwelijke olifant, Emmy, moest doorgaan voor een mannetje en werd uitgerust met slagtanden. Voor de opnames van de op hol geslagen kudde werd een deel van een olifant nagemaakt op een mechanische installatie. Overigens weigerden de makke circusolifanten aanvankelijk om door de set met de bungalow te lopen. Ze waren er op getraind om juist niets stuk te maken. Uiteindelijk kostte het verscheidene uren om de dieren zover te krijgen om het huis te verwoesten. De crew had uit voorzorg delen van het gebouw en meubels half of bijna geheel doorgezaagd. Tijdens de opnames van enige publiciteitsopnames kreeg Elizabeth Taylor een stuk metaal in haar oog dat werd opgeblazen door een windmachine. Ze moest naar het ziekenhuis voor een oogoperatie.